# Marrube blanc
Pour les articles homonymes, voir marrube et marube.
Marrubium vulgare
Espèce
Le marrube blanc, marrube commun (Marrubium vulgare), ou simplement marrube ou marube, est une espèce de plantes à fleurs du genre Marrubium, de la famille des Lamiaceae. C'est une plante herbacée originaire d’Europe, d’Afrique du Nord et d’Asie.

## Habitats
On trouve l'espèce au bord de chemins, dans des prés secs et des terrains vagues.

## Description
Son odeur de thym la distingue d'autres plantes.
C’est une plante pérenne de couleur grisonnante ressemblant légèrement à la menthe, et qui peut atteindre 25 à 45 cm de hauteur. Ses feuilles duveteuses ont une longueur de 2 à 5 cm et un aspect froissé.
Les fleurs sont blanches et comme beaucoup d’autres Lamiacées, le marrube a une tige carrée.

## Utilisation
Le marrube blanc fut traditionnellement employé dans la fabrication des remèdes contre la toux. Antonius Castor le connaissait et Pline l'Ancien  indique de nombreuses préparations curatives utilisant le marrube. Ses sommités pouvaient être un des multiples constituants de la thériaque de la pharmacopée maritime occidentale au XVIIIe siècle .
En médecine populaire, le marrube est une plante qui a été très appréciée au Moyen Âge et même encore assez récemment. Il possède beaucoup de vertus. C'est d'abord un tonique-amer, digestif (ballonnements, gaz intestinaux). Ensuite, il fluidifie et permet l'expectoration des sécrétions bronchiques. Il a également des propriétés antidiabétiques. Enfin, il peut faire baisser la fièvre et combattre les troubles bénins du rythme cardiaque. C'est une plante qui est considérée par certains comme efficace, mais sans preuve avérée ; son goût est décrit comme très amer.

### Principes actifs
On compte parmi ses constituants actifs des lactones diterpéniques, notamment la marrubine formée lors de l'extraction à partir de la prémarrubine, de la choline, des saponosides, des tanins, des acide-phénols (acide caféique, acide chlorogénique), et des matières minérales (sels de potassium et de fer). A forte dose, elle peut provoquer des hypoglycémies.

## Anecdote
Son nom a été donné au premier album du groupe rock "The Dead Weather".

## Galerie

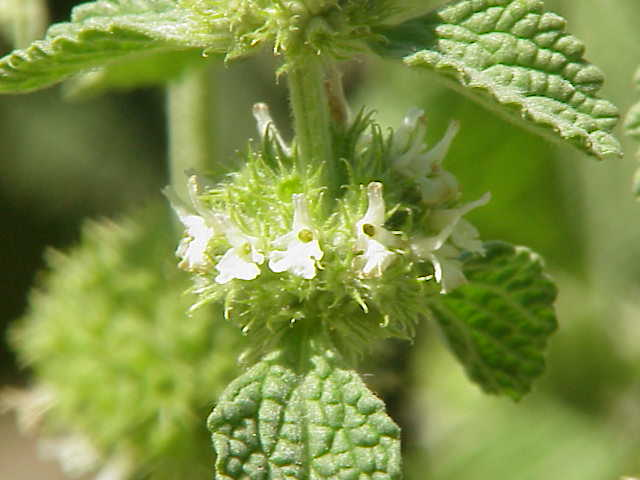
Fleurs.
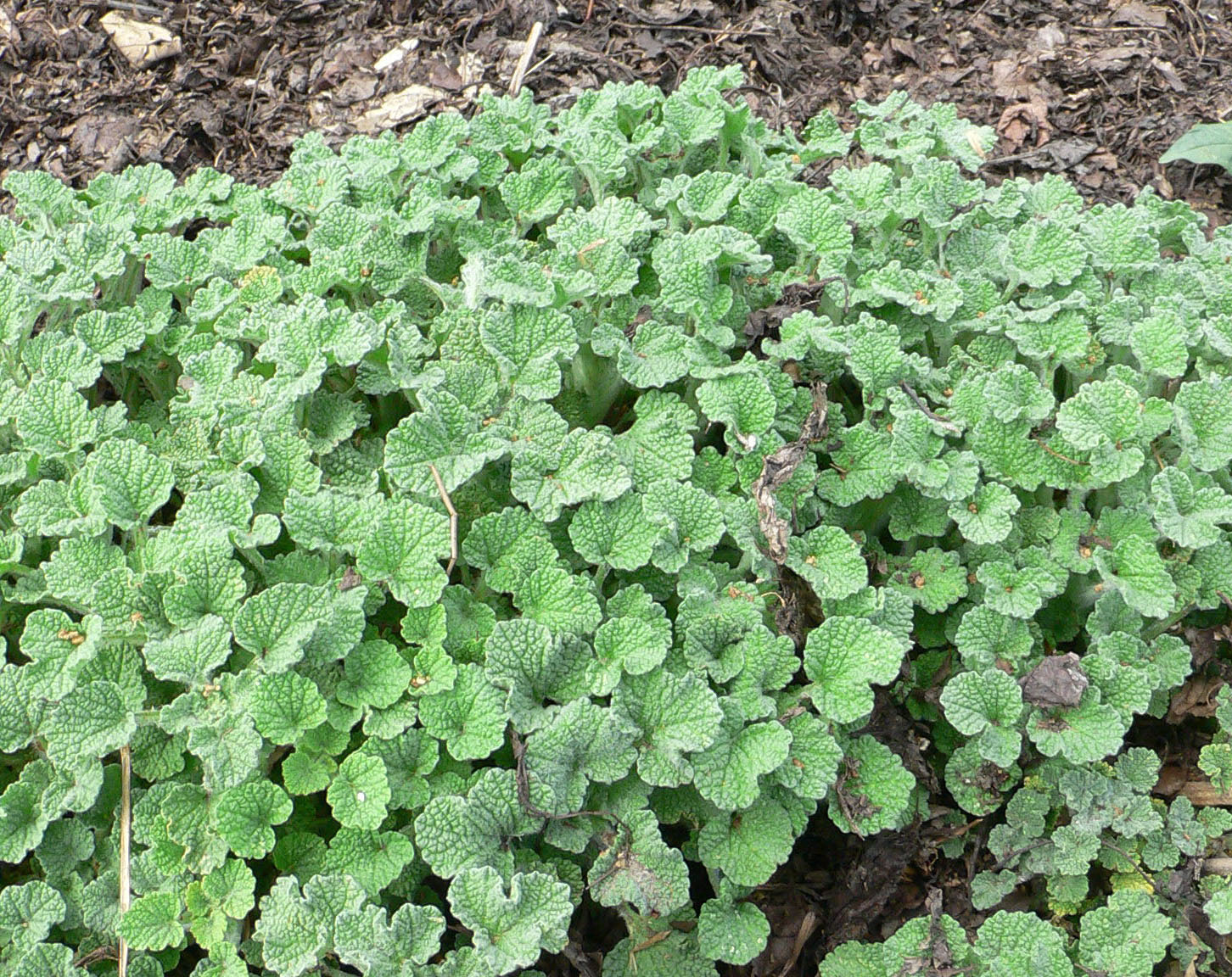
Feuillage et jeunes plantes.
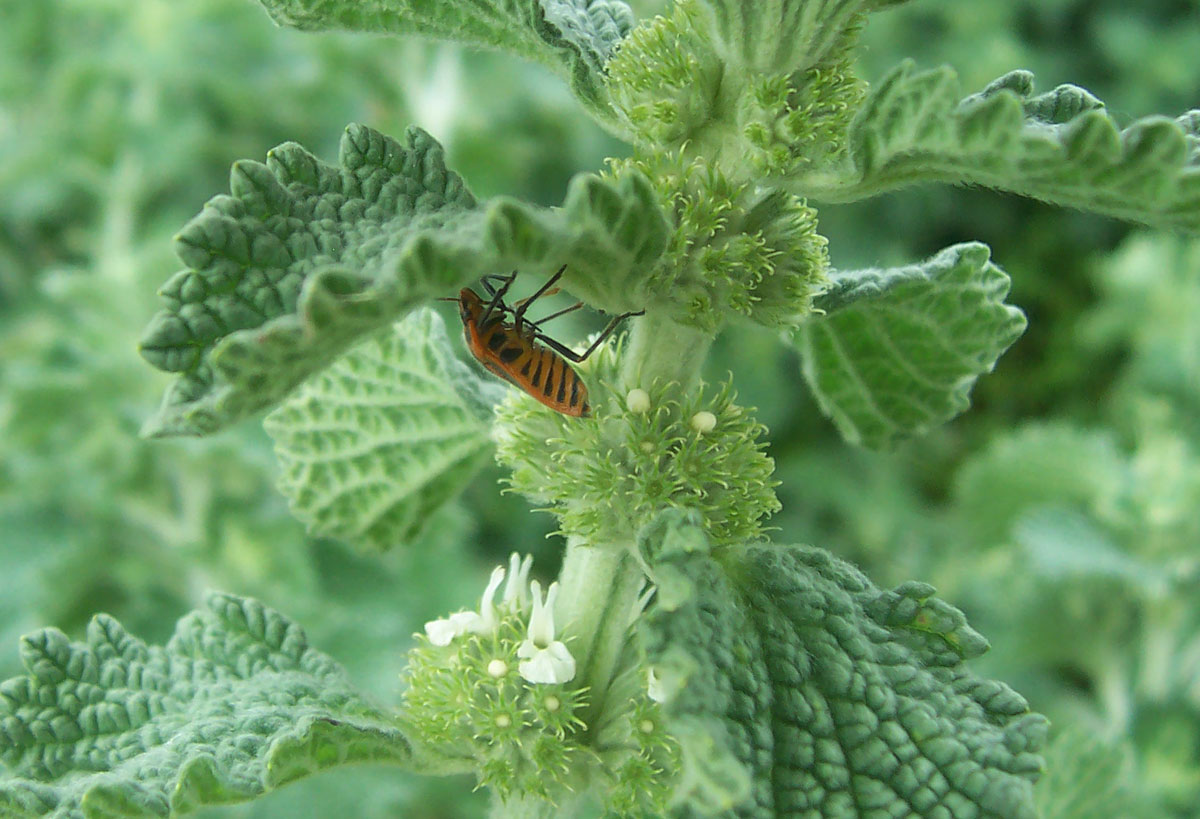
Insecte (punaise) se nourrissant sur le marrube blanc.
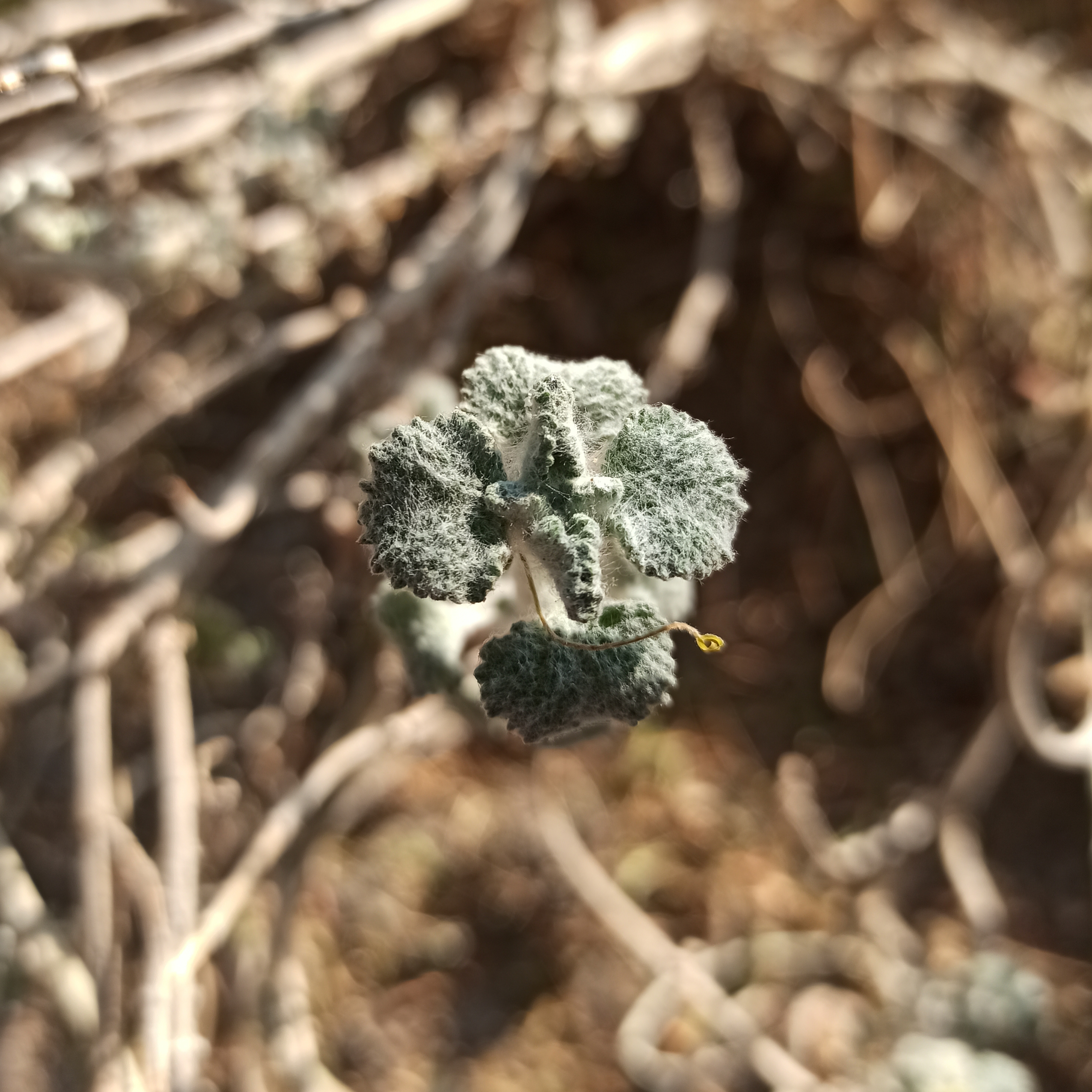
Feuilles.